# Jakubovany (Liptovský Mikuláš)
Jakubovany es un municipio del distrito de Liptovský Mikuláš en la región de Žilina, Eslovaquia, con una población estimada a final del año 2024 de 366 habitantes.
Se encuentra ubicado al sureste de la región, cerca del curso alto del río Váh (cuenca hidrográfica del Danubio), de los montes Tatras y de la frontera con las regiones de Prešov y Banská Bystrica.

## Demografía
| Año        | 1994 | 2004     | 2014    | 2024    |
| ---------- | ---- | -------- | ------- | ------- |
| Población  | 534  | 425      | 402     | 366     |
| Diferencia |      | −20,41 % | −5,41 % | −8,95 % |

| Año        | 2023 | 2024 |
| ---------- | ---- | ---- |
| Población  | 366  | 366  |
| Diferencia |      | +0 % |